# رهد (نیدرزاکسن)
رهد (به آلمانی: Rhede) یک شهر در آلمان است که در امسلاند واقع شده‌است.